# 마차초등학교 공기분교
마차초등학교 공기분교는 대한민국 강원특별자치도 영월군에 있었던 공립 초등학교이다.

## 학교 연혁
- 1948년: 연덕국민학교 공기분교로 개교
- 1952년: 공기국민학교로 개편
- 1996년: 공기초등학교로 변경
- 2002년: 문곡초등학교 공기분교로 개편
- 2007년: 마차초등학교 공기분교로 변경
- 2020년: 폐교[2]

## 참고 자료
- 마차초등학교공기분교장 - 한국교육학술정보원 학교알리미